# Low Isles
Low Isles (engelska: Low Islands) är öar i Australien. De ligger i regionen Cook och delstaten Queensland, omkring 1 500 kilometer nordväst om delstatshuvudstaden Brisbane.